# 류민타오
류민타오(중국어 간체자: 刘敏涛, 정체자: 劉敏濤, 병음: Liú Mǐntāo, 한자음: 유민도, 1976년 1월 10일~)는 중화인민공화국의 배우이다.

## 작품 목록

### 드라마
- 2012년 CCTV-1 제일특약극장 《온주일가》 - 리아샹 역
- 2014년 CCTV-1 제일특약극장 《부모애정》 - 거메이시아 역
- 2014년 CCTV-1 제일특약극장 《미공하대안》 - 칸란 역
- 2015년 동방 위성 텔레비전 동방극장 《랑야방》 - 정빈 역
- 2015년 후난위성텔레비전 금응독파극장 《위장자》 - 명경 역
- 2016년 CCTV-1제일특약극장 《안거》 - 한빙 역
- 2017년 후난위성텔레비전 금응독파극장 《인위우견니》 - 송수화 역
- 2017년 텐센트 웹드라마 《문제찬청》 - 인메이 역
- 2018년 유쿠 웹드라마 《풍인원》 - 팡훼이 역
- 2018년 후난위성텔레비전 금응독파극장 《천성장가》 - 추명영 역
- 2019년 베이징 텔레비전 품질극장 《열애》 - 관홍화 역
- 2019년 저장 위성 텔레비전 중국람극장 《대착파파거유학》 - 리우뤄위 역
- 2019년 동방 위성 텔레비전 동방극장 《정영율사》 - 구지에 역
- 2020년 유쿠 웹드라마 《백색월광》 - 양옌 역
- 2020년 동방 위성 텔레비전 동방극장 《재일기》 - 도방 역
- 2020년 CCTV-8 황금강당극장 《소대부》 - 황차이윈 역
- 2021년 동방 위성 텔레비전 동방극장 《정청춘》 - 서완정 역
- 2021년 CCTV-8 황금강당극장 《생활가》 - 치우샤오샤 역
- 2021년 베이징 텔레비전 품질극장 《아문적신세대》 - 허팡팡 역
- 2021년 후난위성텔레비전 금응독파극장 《대니적애흔미》 - 뤄칭 역
- 2022년 CCTV-8 황금강당극장 《여사적법칙》 - 천란 역
- 2022년 후난위성텔레비전 금응독파극장 《저선》 - 지엔지아 역
- 2023년 후난위성텔레비전 금응독파극장 《여사적품격》 - 안신 역
- 2023년 아이치이 웹드라마 《진봉십삼재》  - 후하이시아 역
- 2023년 후난위성텔레비전 금응독파극장 《환영래도맥락촌》 - 스쭈즈 역
- 2024년 후난위성텔레비전 금응독파극장 《영일종람》- 쉬만 역